# Liste des plus hauts châteaux d'eau en France
 (février 2022).
- Si vous ne connaissez pas le sujet, laissez ce bandeau (vous pouvez alors contacter les auteurs).
- Si vous supprimez le contenu mis en cause (vous pouvez préalablement contacter les auteurs),

argumentez précisément cette suppression dans la page de discussion
(un manque de référence n'est pas un argument ; une recherche réelle de référence doit avoir été effectuée, être formellement documentée).
 (février 2022).
La mise en forme du texte ne suit pas les recommandations de Wikipédia : il faut le « wikifier ».
Les points d'amélioration suivants sont les cas les plus fréquents :
- Les titres sont pré-formatés par le logiciel. Ils ne sont ni en capitales, ni en gras.
- Le texte ne doit pas être écrit en capitales (les noms de famille non plus), ni en gras, ni en italique, ni en « petit »…
- Le gras n'est utilisé que pour surligner le titre de l'article dans l'introduction, une seule fois.
- L'italique est rarement utilisé : mots en langue étrangère, titres d'œuvres, noms de bateaux, etc.
- Les citations ne sont pas en italique mais en corps de texte normal. Elles sont entourées par des guillemets français : « et ».
- Les listes à puces sont à éviter, des paragraphes rédigés étant largement préférés. Les tableaux sont à réserver à la présentation de données structurées (résultats, etc.).
- Les appels de note de bas de page (petits chiffres en exposant, introduits par l'outil «  Source ») sont à placer entre la fin de phrase et le point final[comme ça].
- Les liens internes (vers d'autres articles de Wikipédia) sont à choisir avec parcimonie. Créez des liens vers des articles approfondissant le sujet. Les termes génériques sans rapport avec le sujet sont à éviter, ainsi que les répétitions de liens vers un même terme.
- Les liens externes sont à placer uniquement dans une section « Liens externes », à la fin de l'article. Ces liens sont à choisir avec parcimonie suivant les règles définies. Si un lien sert de source à l'article, son insertion dans le texte est à faire par les notes de bas de page.
- La présentation des références doit suivre les conventions bibliographiques. Il est recommandé d'utiliser les modèles {{Ouvrage}}, {{Chapitre}}, {{Article}}, {{Lien web}} et/ou {{Bibliographie}}. Le mode d'édition visuel peut mettre en forme automatiquement les références.
- Insérer une infobox (cadre d'informations à droite) n'est pas obligatoire pour parachever la mise en page.

Pour une aide détaillée, merci de consulter Aide:Wikification.
Si vous pensez que ces points ont été résolus, vous pouvez retirer ce bandeau et améliorer la mise en forme d'un autre article.
Cet article présente une liste des plus hauts châteaux d'eau en France, mesurant entre 75 et 100 mètres, classés par hauteur. Cette liste, non-exhaustive, contient un grand nombre d'ouvrages en Vendée et en Loire-Atlantique.

## Liste
| Tour                                          | Location                | Coordinates              | Hauteur | Annee de construction |
| --------------------------------------------- | ----------------------- | ------------------------ | ------- | --------------------- |
| Château d'eau de Kerrouault                   | Férel                   | 47.477071 N 2.3596105 O  | 93 m    |                       |
| Kulmino                                       | Notre-Dame-de-Monts     | 46.8388679 N 2.0998537 O | 73 m    | 1981                  |
| Château d'eau de la Brebiaudière              | Vallet                  | 47.1608129 N 1.2283649 O | 89 m    |                       |
| Château d'eau de Mésanger                     | Mésanger                | 47.4496474 N 1.2140711 O | 87 m    |                       |
| Tour de la Chiotière                          | Château-Guibert         | 46.5620942 N 1.2930565 O | 86 m    |                       |
| Château d'eau de Marcq-en-Baroeul             | Marcq-en-Baroeul        | 50.660232 N 3.0834068 E  | 83 m    |                       |
| Château d'eau de la Nathalinière              | Landevieille            | 46.6482974 N 1.7983637 O | 83 m    |                       |
| Château d'eau de la Berne                     | Corcoué-sur-Logne       | 46.9604098 N 1.5935431 O | 83 m    |                       |
| Château d'eau de la Haute Treille             | La Plaine-sur-Mer       | 47.136389 N 2.166944 O   | 82,3 m  |                       |
| Château d'eau de Marly                        | Marly                   | 50.3493842 N 3.5625902 E | 82 m    |                       |
| Château d'eau d'Apremont                      | Apremont                | 46.7558409 N 1.7355862 O | 81 m    | 1966                  |
| Château d'eau de Lens                         | Lens                    | 50.4479745 N 2.8242923 E | 80 m    |                       |
| Château d'eau du Petit Bourbon                | Belleville-sur-Vie      | 46.7728744 N 1.4295817 O | 78 m    |                       |
| Château d'eau de Daux                         | Daux                    | 43.7032272 N 1.277506 E  | 78 m    |                       |
| Château d'eau du Bosquet                      | Aubigny                 | 46.5657556 N 1.4700942 O | 77 m    |                       |
| Totem 2                                       | Noisiel                 | 48.8387446 N 2.6157165 E | 77 m    | 1992                  |
| Château d'eau de Saint-Lô                     | Saint-Lô                | 49.1032184 N 1.0661305 O | 77 m    |                       |
| Château d'eau de Vannes-Nordést               | Vannes                  | 47.656368 N 2.7085726 O  | 77 m    |                       |
| Château d'eau de Saint-Mars-des-Pres          | Chantonnay              | 46.6876686 N 1.0155495 O | 77 m    |                       |
| Château d'eau de Petite-Synthe                | Dunkerque               | 51.0225654 N 2.3605914 E | 77 m    | 1968                  |
| Château d'eau de la Châtaigneraie aux Côteaux | Chantonnay              | 46.6446626 N 1.0090448 O | 76 m    |                       |
| Château d'eau de Saint-Cyr-en-Talmondais      | Saint-Cyr-en-Talmondais | 46.4601544 N 1.3413035 O | 75 m    |                       |
| Château d'eau de la Ferrière                  | La Ferrière             | 46.7042804 N 1.3097198 O | 75 m    |                       |
| Château d'eau de la Balingue                  | Fontenay-le-Comte       | 46.496032 N 0.7610649 O  | 75 m    |                       |
| Château d'eau de la Croix                     | Louhans                 | 46.619522 N 5.1656898 O  | 75 m    |                       |